# 此の花咲ク頃
「此の花咲ク頃」（このはなさくころ）は、榊原ゆいの2作目のシングルである。2005年8月29日にHOBiRECORDSよりリリースされた。
表題曲は、PCゲーム『ピアノの森の満開の下』オープニングテーマになっており、カップリングには同ゲームエンディングテーマ「ちる はな さくら」が収録されている。

## 収録曲
1. 此の花咲ク頃
  - 作詞・作曲：榊原ゆい、編曲：幡手康隆
2. ちる はな さくら
  - 作詞：榊原ゆい、作曲・編曲：Manack
3. 此の花咲ク頃（Instrumental）
4. ちる はな さくら（Instrumental）